# Constant matemàtica
Una constant matemàtica és una quantitat que per definició no canvia mai el seu valor, en oposició a les variables matemàtiques. Mentre que les constants físiques depenen de mesures experimentals, les constants matemàtiques no depenen de cap propietat física. Solen ser nombres reals o nombres complexos.

## Constants en matemàtiques avançades
Aquestes són constant que es troben freqüentment en les matemàtiques avançades.

### Les constants α i δ de Feigenbaum

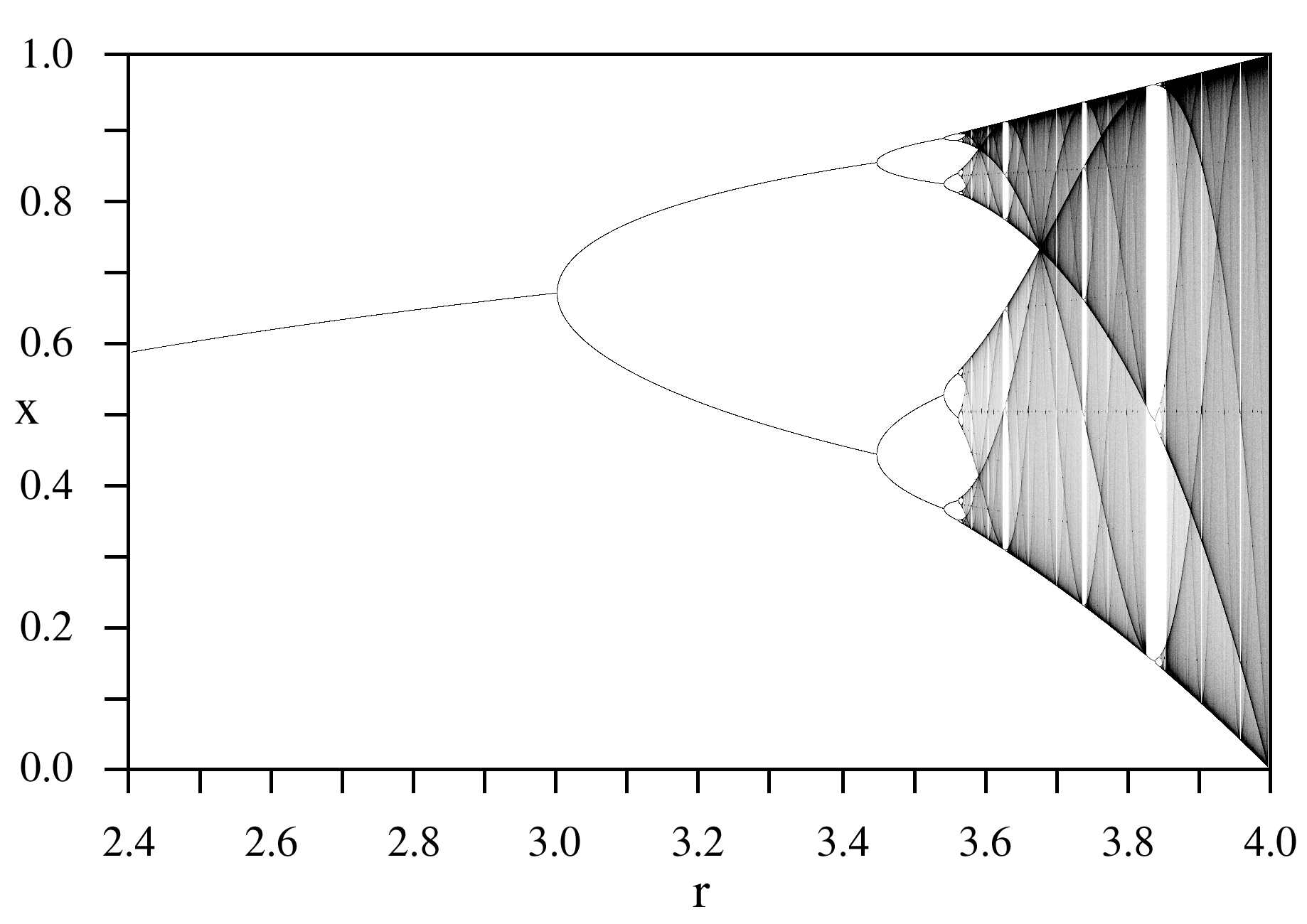
Diagrama de bifurcació del mapa logístic.

Iterar en funcions contínues és un dels exemples més simples de models per a sistemes dinàmics. Les dues constants de Feigenbaum, que duen el nom del físic Mitchell Feigenbaum, apareixen en aquests processos iteratius: són invariants matemàtiques de mapes logístics amb punts màxims quadràtics i els seus diagrames de bifurcació. En particular, la constant α és el ratio entre l'amplada d'una punxa i l'amplada d'una de les seves dues subpunxes, i al constant δ és el límit del ràtio de cada interval de bifurcació amb el següent entre cada bifurcació en què es duplica el període.
El mapa logístic és un mapa polinòmic, sovint citat com l'exemple arquetípic de com el comportament catòtic pot aparèixer a partir d'equacions dinàmiques no lineals molt simples. El mapa es va popularitzar en un article seminari de 1976 del biologista australià Robert May, en part com a model demogràfic de temps discret anàleg a l'equació logística creada per Pierre François Verhulst. L'equació de diferències pretén capturar els dos efectes de reproducció i d'inanició.
El valor numèric d'α és d'aproximadament 2.5029, mentre que el valor numèric de δ és aproximadament de 4.6692.

### Constant d'Apéry ζ(3)
La constant d'Apery és la suma de la sèrie
{\displaystyle \zeta (3)=1+{\frac {1}{2^{3}}}+{\frac {1}{3^{3}}}+{\frac {1}{4^{3}}}+\cdots }
La constant d'Apéry és un nombre irracional i el seu valor numèric és d'aproximadament 1.2020569.
Malgrat ser un cas particular de la funció zeta de Riemann, la constant d'Apéry apareix naturalment en un seguit de problemes físics, inclosos els termes de segon i tercer ordre de la fracció giromagnètica de l'electró, calculat en electrodinàmica quàntica.

### La secció àuriaφ

Rectangles auris en un icosaedre regular

El nombre φ, també anomeneat la secció àuria, apareix freqüentment en geometria, en particular en figures amb simetria pentagonal. En efecte, la longitud de la diagonal d'un pentàgon és φ vegades el seu costat. Els vèrtexs d'un icosaedre regular són els de tres rectangles auris ortogonals. A més, apareix en la successió de Fibonacci, relacionada amb el creixement per recursivitat. Kepler va demostrar que és el límit del ràtio de nombres de Fibonacci consecutius. La secció àuria té la convergència més lenta de tot nombre irracional. És, per aquesta raó, un dels pitjors casos del teorema d'aproximació de Lagrange i és un cas extrem de la desigualtat de Hurwitz per aproximacions diofàntiques. Aquest pot ser el motiu pel qual apareixen sovint angles propers a la secció àuria en el camp de la fil·lotaxi (el creixement de les plantes). És aproximadament igual a 1.6180339887498948482, o, més precisament 2⋅sin(54°) = {\displaystyle \scriptstyle {\frac {1+{\sqrt {5}}}{2}}.}

### Constant d'Euler–Mascheroni γ

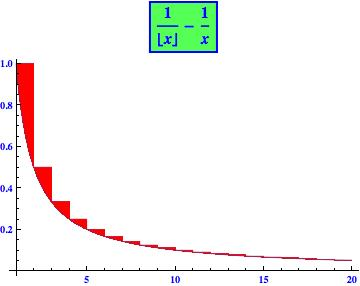
L'àrea entre les dues corbes (en vermell) tendeix a un límit, la constant d'Euler-Mascheroni.

La constant d'Euler–Mascheroni és definida com el següent límit.
{\displaystyle {\begin{aligned}\gamma &=\lim _{n\to \infty }\left(\left(\sum _{k=1}^{n}{\frac {1}{k}}\right)-\ln n\right)\\[5px]\end{aligned}}}
La constant d'Euler–Mascheroni apareix en el tercer teorema de Mertens i està relacionada amb la funció gamma, la funció zeta i diverses altres integrals i sèries.
Encara no se sap si {\displaystyle \gamma } és racional o no.
El valor numèric de {\displaystyle \gamma } és d'aproximadament 0.57721.

### Constant de Conwayλ
La constant de Conway és la taxa de creixement invariant de totes les cadenes derivades similars de la seqüència "look-and-say" ("mira i digues") (excepte per la trivial).
Ve donada per la única arrel positiva d'un polinomi de grau 71 amb coeficients enters.
El valor de λ és d'aproximadament 1.30357.

### Constant de KhintxinK
Si un nombre real r s'escriu com a fracció contínua:
{\displaystyle r=a_{0}+{\dfrac {1}{a_{1}+{\dfrac {1}{a_{2}+{\dfrac {1}{a_{3}+\cdots }}}}}},}
on ak són nombres naturals per tot k, llavors, com el matemàtic rus Aleksandr Khintxin va demostrar l'any 1934, el límit a mesura que n tendeix a infinit de la mitjana geomètrica: (a1a₂...an)1/n existeix i és una constant, la constant de Khintxin, excepte per un conjunt de mesura 0.
El valor numèric de K és d'aproximadament 2.6854520010.

### Constant de Glaisher-KinkelinA
Es defineix la constant de Glaisher-Kinkelin com el límit:
{\displaystyle A=\lim _{n\rightarrow \infty }{\frac {\prod _{k=1}^{n}k^{k}}{n^{n^{2}/2+n/2+1/12}e^{-n^{2}/4}}}}
Apareix en algunes expressions de la derivada de la funció zeta de Riemann. Té un valor numèric d'aproximadament 1.2824271291.

## Taula d'algunes constants matemàtiques
Abreviacions utilitzades:
R: Nombre racional; I: Nombre irracional, pot ser algebraic o transcendent; A: Nombre algebraic; T: Nombre transcendent; Gen: General; TN: Teoria de nombres; TC: Teoria del caos; Com: Combinatòria; Inf: Teoria de la informació; Ana: Anàlisi matemàtica
| Símbol | Valor aproximat                               | Nom                                                                            | Camp     | N | Primera descripció | Nombre de dígits coneguts |
| ------ | --------------------------------------------- | ------------------------------------------------------------------------------ | -------- | - | ------------------ | ------------------------- |
| 0      | 0                                             | Zero                                                                           | Gen      | R | s.VII aC-s.V aC    | -                         |
| 1      | 1                                             | U, Unitat                                                                      | Gen      | R |                    | -                         |
| i      | √−1                                           | Unitat imaginària                                                              | Gen, Ana | A | s. XVI             | -                         |
| π      | ≈ 3,14159 26535 89793 23846 26433 83279 50288 | Pi, Constant d'Arquimedes o nombre de Ludolph                                  | Gen, Ana | T | vers l'any 2000 aC | 1.241.100.000.000         |
| e      | ≈ 2,71828 18284 59045 23536 02874 71352 66249 | Nombre e, constant d'Euler o constant de Napier, base dels Logaritmes naturals | Gen, Ana | T | 1618               | 50.100.000.000            |
| √2     | ≈ 1,41421 35623 73095 04880 16887 24209 69807 | Constant de Pitàgores, arrel quadrada de dos                                   | Gen      | A | vers l'any 800 aC  | 137.438.953.444           |
| √3     | ≈ 1,73205 08075 68877 29352 74463 41505       | Constant de Teodor de Cirene, arrel quadrada de tres                           | Gen      | A | vers l'any 800 aC  |                           |
| γ      | ≈ 0,57721 56649 01532 86060 65120 90082 40243 | Constant d'Euler-Mascheroni                                                    | Gen, TN  |   | 1735               | 108.000.000               |
| φ      | ≈ 1,61803 39887 49894 84820 45868 34365 63811 | Secció àuria                                                                   | Gen      | A | vers el s. III aC  | 3.141.000.000             |
| ρ      | ≈ 1,32471 95724 47460 25960 90885 44780 97340 | Nombre d'argent o plàstic                                                      | TN       | A | 1928               |                           |
| β*     | ≈ 0,70258                                     | Constant d'Embree-Trefethen                                                    | TN       |   |                    |                           |
| δ      | ≈ 4,66920 16091 02990 67185 32038 20466 20161 | Constant de Feigenbaum                                                         | TC       |   | 1975               |                           |
| α      | ≈ 2,50290 78750 95892 82228 39028 73218 21578 | Constant de Feigenbaum                                                         | TC       |   |                    |                           |
| C₂     | ≈ 0,66016 18158 46869 57392 78121 10014 55577 | Constant de la Conjectura dels nombres primers bessons                         | TN       |   |                    | 5.020                     |
| M1     | ≈ 0,26149 72128 47642 78375 54268 38608 69585 | Constant de Meissel-Mertens                                                    | TN       |   | 1866 1874          | 8.010                     |
| B₂     | ≈ 1,90216 05823                               | Constant de Brun per als nombres primers bessons                               | TN       |   | 1919               | 10                        |
| B₄     | ≈ 0,87058 83800                               | Constant de Brun per a quartets de nombres primers                             | TN       |   |                    |                           |
| Λ      | > – 2,7 · 10-9                                | Constant de Bruijn-Newman                                                      | TN       |   | 1950?              |                           |
| K      | ≈ 0,91596 55941 77219 01505 46035 14932 38411 | Constant de Catalan                                                            | Com      |   |                    | 201.000.000               |
| K      | ≈ 0,76422 36535 89220 66299                   | Constant de Landau-Ramanujan                                                   | TN       |   |                    | 30.010                    |
| K      | ≈ 1,13198 824                                 | Constant de Viswanath                                                          | TN       |   |                    | 8                         |
| B'L    | = 1                                           | Constant de Legendre                                                           | TN       |   |                    |                           |
| μ      | ≈ 1,45136 92348 83381 05028 39684 85892 02744 | Constant de Ramanujan-Soldner                                                  | TN       |   |                    | 75.500                    |
| EB     | ≈ 1,60669 51524 15291 763                     | Constant d'Erdős–Borwein                                                       | TN       | I |                    |                           |
| β      | ≈ 0,28016 94990 23869 13303                   | Constant de Bernstein                                                          | Ana      |   |                    |                           |
| λ      | ≈ 0,30366 30029                               | Constant de Gauss-Kuzmin-Wirsing                                               | Com      |   | 1974               | 385                       |
| σ      | ≈ 0,35323 63718 54995 98454                   | Constant de Hafner-Sarnak-McCurley                                             | TN       |   | 1993               |                           |
| λ, μ   | ≈ 0,62432 99885                               | Constant de Golomb-Dickman                                                     | Com TN   |   | 1930 1964          |                           |
|        | ≈ 0,62946 50204                               | Constant de Cahen                                                              |          | T | 1891               | 4000                      |
|        | ≈ 0,66274 34193                               | Límit de Laplace                                                               |          |   |                    |                           |
|        | ≈ 0,80939 40205                               | Constant d'Alladi-Grinstead                                                    | TN       |   |                    |                           |
| Λ      | ≈ 1,09868 58055                               | Constant de Lengyel                                                            | Com      |   | 1992               |                           |
|        | ≈ 1,18656 91104                               | Constant de Khinchin-Lévy                                                      | TN       |   |                    |                           |
| ζ(3)   | ≈ 1,20205 69031 59594 28539 97381             | Constant d'Apéry                                                               |          |   | 1979               | 1.000.000.000             |
| θ      | ≈ 1,30637 78838 63080 69046                   | Constant de Mills                                                              | TN       |   | 1947               |                           |
|        | ≈ 1,45607 49485 82689 67139 95953 51116 54356 | Constant de Backhouse                                                          |          |   |                    |                           |
|        | ≈ 1,46707 80794                               | Constant de Porter                                                             | TN       |   | 1975               |                           |
|        | ≈ 1,53960 07178                               | Constant de Lieb (successió A118273 a l'OEIS)                                  | Com      |   | 1967               |                           |
|        | ≈ 1,70521 11401 05367                         | Constant de Niven                                                              | TN       |   | 1969               |                           |
| K      | ≈ 2,58498 17596                               | Constant de Sierpiński Arxivat 2004-07-03 a Wayback Machine.                   |          |   |                    |                           |
|        | ≈ 2,68545 20010 65306 44530                   | Constant de Khinchin                                                           | TN       |   | 1934               | 7350                      |
| F      | ≈ 2,80777 02420                               | Constant de Fransén-Robinson                                                   | Ana      |   |                    |                           |
| L      | ≈ 0,5                                         | Constant de Landau                                                             | Ana      |   |                    | 1                         |